# Campeonato de Primera División C 1972 (Argentina)
El Campeonato de Primera División C 1972 fue la trigésima octava temporada del certamen de la tercera categoría del fútbol argentino. Se disputó entre el 4 de marzo y el 12 de diciembre de 1972.
Los nuevos participantes fueron Defensores de Belgrano, descendido de la Primera B 1971, Acassuso y Central Argentino, campeón y subcampeón de la Primera Aficionados 1971, respectivamente.
El certamen consagró campeón por tercera vez a Defensores de Belgrano, que obtuvo el ascenso y de esta manera retornó inmediatamente a la Primera B. Por su parte, Flandria obtuvo el segundo ascenso al finalizar como subcampeón, tras ganarle en un desempate a Sarmiento de Junín.

## Ascensos y descensos
| Pos. | Ascendidos de la Primera C 1971 |
| ---- | ------------------------------- |
| 1º   | Almagro                         |
| 2º   | Tigre                           |

| Pos. | Descendidos de la Primera B 1971 |
| ---- | -------------------------------- |
| 15º  | Defensores de Belgrano           |

| Pos. | Ascendidos de la Primera Aficionados 1971 |
| ---- | ----------------------------------------- |
| 1º   | Acassuso                                  |
| 2º   | Central Argentino                         |

| Pos.        | Descendidos de la Primera C 1971 |
| ----------- | -------------------------------- |
| 21º         | Liniers                          |
| 22º         | Defensores de Almagro            |
| Desafiliado | Luz y Fuerza                     |

## Formato
Los equipos se enfrentaron bajo el sistema de todos contra todos a 2 ruedas. El equipo con mayor puntaje se consagró campeón y obtuvo el primer ascenso, mientras que el subcampeón obtuvo el segundo ascenso.
Los equipos posicionados en los dos últimos lugares de la Tabla de posiciones descendieron.

## Equipos participantes
| Equipo                 | Ciudad            | Estadio              |
| ---------------------- | ----------------- | -------------------- |
| Acassuso               | San Isidro        | No posee             |
| Argentino de Quilmes   | Quilmes           | Argentino de Quilmes |
| Argentino de Rosario   | Rosario           | José Martín Olaeta   |
| Brown de Adrogué       | Adrogué           | Brown de Adrogué     |
| Central Argentino      | San Martín        | Italia y Moreno      |
| Central Córdoba (R)    | Rosario           | Central Córdoba (R)  |
| Colegiales             | Munro             | Malaver y Posadas    |
| Defensores de Belgrano | Buenos Aires      | Juan Pasquale        |
| Defensores Unidos      | Zárate            | Gigante de Villa Fox |
| Deportivo Riestra      | Buenos Aires      | Riestra y Lacarra    |
| Dock Sud               | Dock Sud          | De Los Inmigrantes   |
| El Porvenir            | Gerli             | Enrique de Roberts   |
| Fénix                  | Buenos Aires      | Concepción Arenal    |
| Ferrocarril Midland    | Libertad          | Ciudad de Libertad   |
| Flandria               | Jáuregui          | Carlos V             |
| J.J. Urquiza           | Caseros           | Kelsey y Bonifacini  |
| Leandro N. Alem        | General Rodríguez | Leandro N. Alem      |
| Sarmiento de Junín     | Junín             | Eva Perón            |
| Sportivo Italiano      | Bella Vista       | No posee             |
| Villa Dálmine          | Campana           | Mitre y Puccini      |

### Distribución geográfica de los equipos
| Región                                   | Cant. | Equipos |
| ---------------------------------------- | ----- | --- |
| Conurbano bonaerense                     | 10    | Acassuso, Argentino de Quilmes, Brown de Adrogué, Central Argentino, Colegiales, Dock Sud, El Porvenir, Ferrocarril Midland, J.J Urquiza y Sportivo Italiano |
| Interior de la provincia de Buenos Aires | 5     | Defensores Unidos, Flandria, Leandro N. Alem, Sarmiento de Junín y Villa Dálmine                                                                             |
| Ciudad de Buenos Aires                   | 3     | Defensores de Belgrano, Deportivo Riestra y Fénix |
| Ciudad de Rosario                        | 2     | Argentino (R) y Central Córdoba (R) |

## Tabla de posiciones
| Pos. | Equipo                 | Pts. | PJ | PG | PE | PP | GF | GC | Dif. |
| ---- | ---------------------- | ---- | -- | -- | -- | -- | -- | -- | ---- |
| 1.º  | Defensores de Belgrano | 61   | 38 | 26 | 9  | 3  | 86 | 31 | 55   |
| 2.º  | Sarmiento de Junín     | 57   | 38 | 24 | 9  | 5  | 82 | 35 | 47   |
| 3.º  | Flandria               | 57   | 38 | 23 | 11 | 4  | 71 | 26 | 45   |
| 4.º  | Brown de Adrogué       | 52   | 38 | 22 | 8  | 8  | 84 | 31 | 53   |
| 5.º  | Sportivo Italiano      | 52   | 38 | 22 | 10 | 6  | 66 | 35 | 31   |
| 6.º  | Dock Sud               | 52   | 38 | 20 | 12 | 6  | 69 | 39 | 30   |
| 7.º  | Villa Dálmine          | 51   | 38 | 19 | 13 | 6  | 69 | 40 | 29   |
| 8.º  | Argentino de Rosario   | 48   | 38 | 18 | 12 | 8  | 58 | 41 | 17   |
| 9.º  | Argentino de Quilmes   | 38   | 38 | 13 | 12 | 13 | 68 | 71 | −3   |
| 10.º | Fénix                  | 36   | 38 | 13 | 10 | 15 | 49 | 51 | −2   |
| 11.º | Central Córdoba (R)    | 32   | 38 | 20 | 8  | 10 | 75 | 46 | 29   |
| 12.º | Colegiales             | 30   | 38 | 11 | 8  | 19 | 56 | 80 | −24  |
| 13.º | El Porvenir            | 29   | 38 | 10 | 9  | 19 | 48 | 71 | −23  |
| 14.º | Central Argentino      | 27   | 38 | 11 | 5  | 22 | 44 | 82 | −38  |
| 15.º | Defensores Unidos      | 25   | 38 | 8  | 9  | 21 | 52 | 89 | −37  |
| 16.º | Ferrocarril Midland    | 23   | 38 | 8  | 7  | 23 | 40 | 71 | −31  |
| 17.º | Deportivo Riestra      | 23   | 38 | 6  | 11 | 21 | 42 | 75 | −33  |
| 18.º | J.J. Urquiza           | 16   | 38 | 3  | 10 | 25 | 52 | 99 | −47  |
| 19.º | Leandro N. Alem        | 14   | 38 | 3  | 8  | 27 | 36 | 87 | −51  |
| 20.º | Acassuso               | 7    | 38 | 6  | 7  | 25 | 41 | 88 | −47  |

|  | Se consagró campeón y ascendió a la Primera B           |
|  | Disputó un desempate para determinar el segundo ascenso |
|  | Descendió a la Primera Aficionados                      |

## Desempate por el ascenso
| Flandria                                                      | 2 - 1 | Sarmiento de Junín | Ferro Carril Oeste | 12 de diciembre |
| Flandria finalizó como subcampeón y obtuvo el segundo ascenso |       |                    |                    |                 |

## Resultados
| Deportivo Riestra    | 1 - 5 | Defensores de Belgrano | Olavarría y Luna     | 4 de marzo |
| Colegiales           | 1 - 3 | Brown de Adrogué       | Malaver y Posadas    | 4 de marzo |
| Fénix                | 1 - 0 | Acassuso               | Isla Maciel          | 4 de marzo |
| Central Argentino    | 0 - 2 | El Porvenir            | Central Argentino    | 4 de marzo |
| Dock Sud             | 2 - 0 | Defensores Unidos      | De Los Inmigrantes   | 4 de marzo |
| Sportivo Italiano    | 0 - 0 | Flandria               | Tres de Febrero      | 4 de marzo |
| Villa Dálmine        | 3 - 3 | Sarmiento de Junín     | Gigante de Villa Fox | 4 de marzo |
| Central Córdoba (R)  | 5 - 3 | J.J. Urquiza           | Gabino Sosa          | 4 de marzo |
| Argentino de Quilmes | 1 - 1 | Argentino de Rosario   | Argentino de Quilmes | 4 de marzo |
| Leandro N. Alem      | 1 - 1 | Ferrocarril Midland    | Leandro N. Alem      | 5 de marzo |

| Central Córdoba (R)    | 2 - 2 | Argentino de Quilmes | Gabino Sosa          | 11 de marzo |
| J.J. Urquiza           | 2 - 3 | Central Argentino    | Estudiantes (BA)     | 11 de marzo |
| El Porvenir            | 0 - 1 | Sportivo Italiano    | El Viaducto          | 11 de marzo |
| Acassuso               | 0 - 2 | Dock Sud             | Malaver y Posadas    | 11 de marzo |
| Defensores Unidos      | 1 - 1 | Villa Dálmine        | Gigante de Villa Fox | 11 de marzo |
| Brown de Adrogué       | 4 - 0 | Leandro N. Alem      | Brown de Adrogué     | 11 de marzo |
| Ferrocarril Midland    | 0 - 1 | Deportivo Riestra    | Ciudad de Libertad   | 11 de marzo |
| Defensores de Belgrano | 2 - 1 | Argentino de Rosario | All Boys             | 11 de marzo |
| Flandria               | 3 - 1 | Fénix                | Carlos V             | 12 de marzo |
| Sarmiento de Junín     | 4 - 1 | Colegiales           | Eva Perón            | 12 de marzo |

| Argentino de Quilmes | 2 - 3 | Defensores de Belgrano | Argentino de Quilmes   | 18 de marzo |
| Argentino de Rosario | 4 - 1 | Ferrocarril Midland    | José Martín Olaeta     | 18 de marzo |
| Deportivo Riestra    | 1 - 0 | Brown de Adrogué       | Lacarra y Barros Pazos | 18 de marzo |
| Colegiales           | 3 - 1 | Defensores Unidos      | Malaver y Posadas      | 18 de marzo |
| Villa Dálmine        | 4 - 1 | Acassuso               | Gigante de Villa Fox   | 18 de marzo |
| Dock Sud             | 0 - 0 | Flandria               | De Los Inmigrantes     | 18 de marzo |
| Fénix                | 0 - 0 | El Porvenir            | Isla Maciel            | 18 de marzo |
| Sportivo Italiano    | 1 - 0 | J.J. Urquiza           | Tres de Febrero        | 18 de marzo |
| Central Argentino    | 2 - 1 | Central Córdoba (R)    | Central Argentino      | 18 de marzo |
| Leandro N. Alem      | 1 - 3 | Sarmiento de Junín     | Carlos V               | 19 de marzo |

| Central Argentino   | 3 - 2 | Argentino de Quilmes   | Central Argentino    | 25 de marzo |
| Central Córdoba (R) | 3 - 2 | Sportivo Italiano      | Gabino Sosa          | 25 de marzo |
| J.J. Urquiza        | 2 - 3 | Fénix                  | Kelsey y Bonifacini  | 25 de marzo |
| El Porvenir         | 0 - 1 | Dock Sud               | El Viaducto          | 25 de marzo |
| Acassuso            | 1 - 1 | Colegiales             | Guido y Spano        | 25 de marzo |
| Defensores Unidos   | 4 - 2 | Leandro N. Alem        | Gigante de Villa Fox | 25 de marzo |
| Brown de Adrogué    | 2 - 0 | Argentino de Rosario   | Brown de Adrogué     | 25 de marzo |
| Ferrocarril Midland | 1 - 2 | Defensores de Belgrano | Ciudad de Libertad   | 25 de marzo |
| Flandria            | 3 - 1 | Villa Dálmine          | Carlos V             | 26 de marzo |
| Sarmiento de Junín  | 3 - 0 | Deportivo Riestra      | Eva Perón            | 26 de marzo |

| Argentino de Quilmes   | 1 - 2 | Ferrocarril Midland | Argentino de Quilmes          | 1 de abril |
| Defensores de Belgrano | 0 - 0 | Brown de Adrogué    | Juan Pasquale                 | 1 de abril |
| Argentino de Rosario   | 1 - 1 | Sarmiento de Junín  | José Martín Olaeta            | 1 de abril |
| Deportivo Riestra      | 1 - 1 | Defensores Unidos   | Olavarría y Luna              | 1 de abril |
| Colegiales             | 3 - 1 | Flandria            | Malaver y Posadas             | 1 de abril |
| Villa Dálmine          | 6 - 3 | El Porvenir         | El Coliseo de Mitre y Puccini | 1 de abril |
| Dock Sud               | 1 - 1 | J.J. Urquiza        | De Los Inmigrantes            | 1 de abril |
| Fénix                  | 2 - 1 | Central Córdoba (R) | Isla Maciel                   | 1 de abril |
| Sportivo Italiano      | 1 - 1 | Central Argentino   | Tres de Febrero               | 1 de abril |
| Leandro N. Alem        | 1 - 1 | Acassuso            | Leandro N. Alem               | 2 de abril |

| Sportivo Italiano   | 3 - 2 | Argentino de Quilmes   | Tres de Febrero      | 8 de abril |
| Central Argentino   | 1 - 3 | Fénix                  | Central Argentino    | 8 de abril |
| Central Córdoba (R) | 2 - 0 | Dock Sud               | Gabino Sosa          | 8 de abril |
| J.J. Urquiza        | 0 - 2 | Villa Dálmine          | Estudiantes (BA)     | 8 de abril |
| El Porvenir         | 4 - 1 | Colegiales             | Enrique De Roberts   | 8 de abril |
| Acassuso            | 1 - 2 | Deportivo Riestra      | Malaver y Posadas    | 8 de abril |
| Defensores Unidos   | 1 - 2 | Argentino de Rosario   | Gigante de Villa Fox | 8 de abril |
| Brown de Adrogué    | 1 - 1 | Ferrocarril Midland    | Brown de Adrogué     | 8 de abril |
| Flandria            | 3 - 1 | Leandro N. Alem        | Carlos V             | 9 de abril |
| Sarmiento de Junín  | 1 - 4 | Defensores de Belgrano | Eva Perón            | 9 de abril |

| Argentino de Quilmes   | 1 - 0 | Brown de Adrogué    | Argentino de Quilmes          | 15 de abril |
| Ferrocarril Midland    | 0 - 2 | Sarmiento de Junín  | Ciudad de Libertad            | 15 de abril |
| Defensores de Belgrano | 3 - 1 | Defensores Unidos   | Juan Pasquale                 | 15 de abril |
| Argentino de Rosario   | 3 - 1 | Acassuso            | José Martín Olaeta            | 15 de abril |
| Deportivo Riestra      | 0 - 1 | Flandria            | Olavarría y Luna              | 15 de abril |
| Colegiales             | 4 - 1 | J.J. Urquiza        | Malaver y Posadas             | 15 de abril |
| Villa Dálmine          | 4 - 0 | Central Córdoba (R) | El Coliseo de Mitre y Puccini | 15 de abril |
| Dock Sud               | 2 - 1 | Central Argentino   | De Los Inmigrantes            | 15 de abril |
| Fénix                  | 0 - 1 | Sportivo Italiano   | Isla Maciel                   | 15 de abril |
| Leandro N. Alem        | 1 - 2 | El Porvenir         | Leandro N. Alem               | 16 de abril |

| Fénix               | 1 - 1 | Argentino de Quilmes   | El Viaducto          | 22 de abril |
| Sportivo Italiano   | 1 - 1 | Dock Sud               | Tres de Febrero      | 22 de abril |
| Central Argentino   | 1 - 1 | Villa Dálmine          | Central Argentino    | 22 de abril |
| Central Córdoba (R) | 2 - 2 | Colegiales             | Gabino Sosa          | 22 de abril |
| J.J. Urquiza        | 2 - 1 | Leandro N. Alem        | Estudiantes (BA)     | 22 de abril |
| El Porvenir         | 2 - 2 | Deportivo Riestra      | Enrique De Roberts   | 22 de abril |
| Acassuso            | 2 - 3 | Defensores de Belgrano | Malaver y Posadas    | 22 de abril |
| Defensores Unidos   | 4 - 2 | Ferrocarril Midland    | Gigante de Villa Fox | 22 de abril |
| Flandria            | 0 - 0 | Argentino de Rosario   | Carlos V             | 23 de abril |
| Sarmiento de Junín  | 2 - 1 | Brown de Adrogué       | Eva Perón            | 23 de abril |

| Argentino de Quilmes   | 3 - 3 | Sarmiento de Junín  | Argentino de Quilmes          | 29 de abril |
| Brown de Adrogué       | 3 - 1 | Defensores Unidos   | Brown de Adrogué              | 29 de abril |
| Ferrocarril Midland    | 0 - 1 | Acassuso            | Ciudad de Libertad            | 29 de abril |
| Defensores de Belgrano | 4 - 0 | Flandria            | Juan Pasquale                 | 29 de abril |
| Argentino de Rosario   | 4 - 1 | El Porvenir         | José Martín Olaeta            | 29 de abril |
| Deportivo Riestra      | 1 - 1 | J.J. Urquiza        | Olavarría y Luna              | 29 de abril |
| Colegiales             | 2 - 2 | Central Argentino   | Malaver y Posadas             | 29 de abril |
| Villa Dálmine          | 2 - 1 | Sportivo Italiano   | El Coliseo de Mitre y Puccini | 29 de abril |
| Dock Sud               | 4 - 1 | Fénix               | De Los Inmigrantes            | 29 de abril |
| Leandro N. Alem        | 0 - 2 | Central Córdoba (R) | Leandro N. Alem               | 30 de abril |

| Dock Sud            | 1 - 1 | Argentino de Quilmes   | De Los Inmigrantes   | 6 de mayo |
| Fénix               | 1 - 1 | Villa Dálmine          | Isla Maciel          | 6 de mayo |
| Sportivo Italiano   | 1 - 1 | Colegiales             | Tres de Febrero      | 6 de mayo |
| Central Argentino   | 2 - 0 | Leandro N. Alem        | Central Argentino    | 6 de mayo |
| Central Córdoba (R) | 5 - 1 | Deportivo Riestra      | Gabino Sosa          | 6 de mayo |
| J.J. Urquiza        | 2 - 2 | Argentino de Rosario   | Kelsey y Bonifacini  | 6 de mayo |
| El Porvenir         | 0 - 5 | Defensores de Belgrano | Enrique De Roberts   | 6 de mayo |
| Acassuso            | 2 - 1 | Brown de Adrogué       | Malaver y Posadas    | 6 de mayo |
| Defensores Unidos   | 1 - 4 | Sarmiento de Junín     | Gigante de Villa Fox | 6 de mayo |
| Flandria            | 1 - 1 | Ferrocarril Midland    | Carlos V             | 6 de mayo |

| Argentino de Quilmes   | 3 - 1 | Defensores Unidos   | Argentino de Quilmes          | 13 de mayo |
| Brown de Adrogué       | 0 - 2 | Flandria            | Brown de Adrogué              | 13 de mayo |
| Ferrocarril Midland    | 1 - 2 | El Porvenir         | Ciudad de Libertad            | 13 de mayo |
| Defensores de Belgrano | 2 - 0 | J.J. Urquiza        | Juan Pasquale                 | 13 de mayo |
| Argentino de Rosario   | 3 - 0 | Central Córdoba (R) | Gabino Sosa                   | 13 de mayo |
| Deportivo Riestra      | 1 - 1 | Central Argentino   | Olavarría y Luna              | 13 de mayo |
| Villa Dálmine          | 2 - 1 | Dock Sud            | El Coliseo de Mitre y Puccini | 13 de mayo |
| Colegiales             | 4 - 2 | Fénix               | Malaver y Posadas             | 14 de mayo |
| Sarmiento de Junín     | 3 - 1 | Acassuso            | Eva Perón                     | 14 de mayo |
| Leandro N. Alem        | 1 - 4 | Sportivo Italiano   | Leandro N. Alem               | 14 de mayo |

| Villa Dálmine       | 2 - 1 | Argentino de Quilmes   | El Coliseo de Mitre y Puccini | 20 de mayo |
| Dock Sud            | 2 - 0 | Colegiales             | De Los Inmigrantes            | 20 de mayo |
| Fénix               | 2 - 0 | Leandro N. Alem        | Isla Maciel                   | 20 de mayo |
| Sportivo Italiano   | 3 - 1 | Deportivo Riestra      | Tres de Febrero               | 20 de mayo |
| Central Argentino   | 1 - 2 | Argentino de Rosario   | Central Argentino             | 20 de mayo |
| Central Córdoba (R) | 0 - 1 | Defensores de Belgrano | Gabino Sosa                   | 20 de mayo |
| J.J. Urquiza        | 2 - 4 | Ferrocarril Midland    | Estudiantes (BA)              | 20 de mayo |
| El Porvenir         | 1 - 3 | Brown de Adrogué       | Enrique De Roberts            | 20 de mayo |
| Acassuso            | 1 - 2 | Defensores Unidos      | Malaver y Posadas             | 20 de mayo |
| Flandria            | 2 - 1 | Sarmiento de Junín     | Carlos V                      | 21 de mayo |

| Argentino de Quilmes   | 3 - 1 | Acassuso            | Argentino de Quilmes | 27 de mayo |
| Defensores Unidos      | 0 - 0 | Flandria            | Gigante de Villa Fox | 27 de mayo |
| Brown de Adrogué       | 4 - 2 | J.J. Urquiza        | Brown de Adrogué     | 27 de mayo |
| Ferrocarril Midland    | 0 - 0 | Central Córdoba (R) | Ciudad de Libertad   | 27 de mayo |
| Defensores de Belgrano | 4 - 0 | Central Argentino   | Juan Pasquale        | 27 de mayo |
| Argentino de Rosario   | 1 - 2 | Sportivo Italiano   | José Martín Olaeta   | 27 de mayo |
| Deportivo Riestra      | 2 - 4 | Fénix               | Olavarría y Luna     | 27 de mayo |
| Colegiales             | 0 - 2 | Villa Dálmine       | Malaver y Posadas    | 27 de mayo |
| Sarmiento de Junín     | 2 - 1 | El Porvenir         | Eva Perón            | 28 de mayo |
| Leandro N. Alem        | 2 - 2 | Dock Sud            | Leandro N. Alem      | 28 de mayo |

| Colegiales          | 1 - 1 | Argentino de Quilmes   | Malaver y Posadas             | 3 de junio |
| Villa Dálmine       | 1 - 0 | Leandro N. Alem        | El Coliseo de Mitre y Puccini | 3 de junio |
| Dock Sud            | 3 - 2 | Deportivo Riestra      | De Los Inmigrantes            | 3 de junio |
| Fénix               | 1 - 1 | Argentino de Rosario   | Isla Maciel                   | 3 de junio |
| Sportivo Italiano   | 0 - 0 | Defensores de Belgrano | Tres de Febrero               | 3 de junio |
| Central Argentino   | 2 - 1 | Ferrocarril Midland    | Central Argentino             | 3 de junio |
| Central Córdoba (R) | 0 - 0 | Brown de Adrogué       | Gabino Sosa                   | 3 de junio |
| J.J. Urquiza        | 1 - 2 | Sarmiento de Junín     | Estudiantes (BA)              | 3 de junio |
| El Porvenir         | 0 - 0 | Defensores Unidos      | Enrique De Roberts            | 3 de junio |
| Flandria            | 5 - 0 | Acassuso               | Carlos V                      | 4 de junio |

| Argentino de Quilmes   | 1 - 1 | Flandria            | Argentino de Quilmes | 10 de junio |
| Acassuso               | 1 - 1 | El Porvenir         | Malaver y Posadas    | 10 de junio |
| Defensores Unidos      | 1 - 1 | J.J. Urquiza        | Gigante de Villa Fox | 10 de junio |
| Brown de Adrogué       | 4 - 0 | Central Argentino   | Brown de Adrogué     | 10 de junio |
| Ferrocarril Midland    | 1 - 2 | Sportivo Italiano   | Ciudad de Libertad   | 10 de junio |
| Defensores de Belgrano | 3 - 1 | Fénix               | Juan Pasquale        | 10 de junio |
| Argentino de Rosario   | 0 - 1 | Dock Sud            | José Martín Olaeta   | 10 de junio |
| Deportivo Riestra      | 1 - 1 | Villa Dálmine       | Olavarría y Luna     | 10 de junio |
| Sarmiento de Junín     | 3 - 0 | Central Córdoba (R) | Eva Perón            | 11 de junio |
| Leandro N. Alem        | 2 - 1 | Colegiales          | Leandro N. Alem      | 11 de junio |

| Colegiales          | 2 - 1 | Deportivo Riestra      | Malaver y Posadas             | 17 de junio |
| Villa Dálmine       | 0 - 0 | Argentino de Rosario   | El Coliseo de Mitre y Puccini | 17 de junio |
| Dock Sud            | 1 - 0 | Defensores de Belgrano | De Los Inmigrantes            | 17 de junio |
| Fénix               | 1 - 0 | Ferrocarril Midland    | Isla Maciel                   | 17 de junio |
| Sportivo Italiano   | 0 - 2 | Brown de Adrogué       | Tres de Febrero               | 17 de junio |
| Central Argentino   | 1 - 2 | Sarmiento de Junín     | Central Argentino             | 17 de junio |
| Central Córdoba (R) | 5 - 0 | Defensores Unidos      | Gabino Sosa                   | 17 de junio |
| J.J. Urquiza        | 4 - 0 | Acassuso               | Kelsey y Bonifacini           | 17 de junio |
| El Porvenir         | 0 - 2 | Flandria               | Enrique De Roberts            | 17 de junio |
| Leandro N. Alem     | 0 - 1 | Argentino de Quilmes   | Leandro N. Alem               | 18 de junio |

| Argentino de Quilmes   | 5 - 2 | El Porvenir         | Argentino de Quilmes | 24 de junio |
| Acassuso               | 1 - 3 | Central Córdoba (R) | Malaver y Posadas    | 24 de junio |
| Defensores Unidos      | 3 - 1 | Central Argentino   | Gigante de Villa Fox | 24 de junio |
| Brown de Adrogué       | 2 - 1 | Fénix               | Brown de Adrogué     | 24 de junio |
| Ferrocarril Midland    | 1 - 5 | Dock Sud            | Ciudad de Libertad   | 24 de junio |
| Defensores de Belgrano | 2 - 2 | Villa Dálmine       | Juan Pasquale        | 24 de junio |
| Argentino de Rosario   | 1 - 0 | Colegiales          | José Martín Olaeta   | 24 de junio |
| Deportivo Riestra      | 8 - 2 | Leandro N. Alem     | Olavarría y Luna     | 24 de junio |
| Flandria               | 3 - 0 | J.J. Urquiza        | Carlos V             | 25 de junio |
| Sarmiento de Junín     | 1 - 2 | Sportivo Italiano   | Eva Perón            | 25 de junio |

| Deportivo Riestra   | 1 - 2 | Argentino de Quilmes   | Enrique De Roberts            | 8 de julio |
| Colegiales          | 0 - 0 | Defensores de Belgrano | Malaver y Posadas             | 8 de julio |
| Villa Dálmine       | 0 - 1 | Ferrocarril Midland    | El Coliseo de Mitre y Puccini | 8 de julio |
| Dock Sud            | 1 - 1 | Brown de Adrogué       | De Los Inmigrantes            | 8 de julio |
| Fénix               | 1 - 2 | Sarmiento de Junín     | Isla Maciel                   | 8 de julio |
| Sportivo Italiano   | 5 - 3 | Defensores Unidos      | Tres de Febrero               | 8 de julio |
| Central Argentino   | 2 - 0 | Acassuso               | Central Argentino             | 8 de julio |
| Central Córdoba (R) | 2 - 1 | Flandria               | Gabino Sosa                   | 8 de julio |
| J.J. Urquiza        | 1 - 1 | El Porvenir            | Brown de Adrogué              | 8 de julio |
| Leandro N. Alem     | 1 - 2 | Argentino de Rosario   | Leandro N. Alem               | 9 de julio |

| Argentino de Quilmes   | 3 - 2 | J.J. Urquiza        | Argentino de Quilmes | 15 de julio |
| El Porvenir            | 0 - 1 | Central Córdoba (R) | Enrique De Roberts   | 15 de julio |
| Acassuso               | 0 - 2 | Sportivo Italiano   | Malaver y Posadas    | 15 de julio |
| Defensores Unidos      | 0 - 0 | Fénix               | Gigante de Villa Fox | 15 de julio |
| Brown de Adrogué       | 0 - 0 | Villa Dálmine       | Brown de Adrogué     | 15 de julio |
| Ferrocarril Midland    | 1 - 2 | Colegiales          | Ciudad de Libertad   | 15 de julio |
| Defensores de Belgrano | 5 - 1 | Leandro N. Alem     | Juan Pasquale        | 15 de julio |
| Argentino de Rosario   | 3 - 0 | Deportivo Riestra   | José Martín Olaeta   | 15 de julio |
| Flandria               | 8 - 0 | Central Argentino   | Carlos V             | 16 de julio |
| Sarmiento de Junín     | 0 - 0 | Dock Sud            | Eva Perón            | 16 de julio |

| Defensores de Belgrano | 1 - 1 | Deportivo Riestra    | Juan Pasquale        | 22 de julio |
| Brown de Adrogué       | 3 - 0 | Colegiales           | Brown de Adrogué     | 22 de julio |
| Acassuso               | 0 - 2 | Fénix                | Malaver y Posadas    | 22 de julio |
| El Porvenir            | 3 - 2 | Central Argentino    | Enrique De Roberts   | 22 de julio |
| Defensores Unidos      | 3 - 1 | Dock Sud             | Gigante de Villa Fox | 22 de julio |
| J.J. Urquiza           | 1 - 5 | Central Córdoba (R)  | Kelsey y Bonifacini  | 22 de julio |
| Argentino de Rosario   | 1 - 3 | Argentino de Quilmes | José Martín Olaeta   | 22 de julio |
| Ferrocarril Midland    | 1 - 0 | Leandro N. Alem      | Ciudad de Libertad   | 22 de julio |
| Flandria               | 0 - 0 | Sportivo Italiano    | Carlos V             | 23 de julio |
| Sarmiento de Junín     | 0 - 0 | Villa Dálmine        | Eva Perón            | 23 de julio |

| Argentino de Quilmes | 2 - 2 | Central Córdoba (R)    | Argentino de Quilmes          | 29 de julio |
| Central Argentino    | 1 - 0 | J.J. Urquiza           | Central Argentino             | 29 de julio |
| Sportivo Italiano    | 1 - 0 | El Porvenir            | Estudiantes (BA)              | 29 de julio |
| Fénix                | 2 - 1 | Flandria               | El Viaducto                   | 29 de julio |
| Dock Sud             | 3 - 0 | Acassuso               | De Los Inmigrantes            | 29 de julio |
| Villa Dálmine        | 4 - 0 | Defensores Unidos      | El Coliseo de Mitre y Puccini | 29 de julio |
| Colegiales           | 0 - 4 | Sarmiento de Junín     | Malaver y Posadas             | 29 de julio |
| Deportivo Riestra    | 1 - 1 | Ferrocarril Midland    | Olavarría y Luna              | 29 de julio |
| Argentino de Rosario | 1 - 1 | Defensores de Belgrano | José Martín Olaeta            | 29 de julio |
| Leandro N. Alem      | 0 - 2 | Brown de Adrogué       | Leandro N. Alem               | 30 de julio |

| Defensores de Belgrano | 1 - 1 | Argentino de Quilmes | Juan Pasquale        | 5 de agosto |
| Ferrocarril Midland    | 0 - 2 | Argentino de Rosario | Ciudad de Libertad   | 5 de agosto |
| Brown de Adrogué       | 4 - 0 | Deportivo Riestra    | Brown de Adrogué     | 5 de agosto |
| Defensores Unidos      | 4 - 4 | Colegiales           | Gigante de Villa Fox | 5 de agosto |
| Acassuso               | 1 - 1 | Villa Dálmine        | Malaver y Posadas    | 5 de agosto |
| El Porvenir            | 1 - 0 | Fénix                | Enrique De Roberts   | 5 de agosto |
| J.J. Urquiza           | 1 - 5 | Sportivo Italiano    | Estudiantes (BA)     | 5 de agosto |
| Central Córdoba (R)    | 3 - 0 | Central Argentino    | Gabino Sosa          | 5 de agosto |
| Sarmiento de Junín     | 2 - 0 | Leandro N. Alem      | Eva Perón            | 6 de agosto |
| Flandria               | 4 - 1 | Dock Sud             | Carlos V             | 6 de agosto |

| Argentino de Quilmes   | 3 - 1 | Central Argentino   | Argentino de Quilmes          | 12 de agosto |
| Sportivo Italiano      | 2 - 2 | Central Córdoba (R) | Tres de Febrero               | 12 de agosto |
| Fénix                  | 1 - 1 | J.J. Urquiza        | El Viaducto                   | 12 de agosto |
| Dock Sud               | 3 - 2 | El Porvenir         | De Los Inmigrantes            | 12 de agosto |
| Villa Dálmine          | 0 - 2 | Flandria            | El Coliseo de Mitre y Puccini | 12 de agosto |
| Colegiales             | 3 - 4 | Acassuso            | Malaver y Posadas             | 12 de agosto |
| Deportivo Riestra      | 0 - 1 | Sarmiento de Junín  | Olavarría y Luna              | 12 de agosto |
| Argentino de Rosario   | 3 - 2 | Brown de Adrogué    | José Martín Olaeta            | 12 de agosto |
| Defensores de Belgrano | 4 - 1 | Ferrocarril Midland | Juan Pasquale                 | 12 de agosto |
| Leandro N. Alem        | 2 - 3 | Defensores Unidos   | Leandro N. Alem               | 13 de agosto |

| Ferrocarril Midland | 3 - 4 | Argentino de Quilmes   | Ciudad de Libertad   | 26 de agosto     |
| Brown de Adrogué    | 4 - 0 | Defensores de Belgrano | Brown de Adrogué     | 26 de agosto     |
| Defensores Unidos   | 2 - 1 | Deportivo Riestra      | Gigante de Villa Fox | 26 de agosto     |
| Acassuso            | 3 - 3 | Leandro N. Alem        | Malaver y Posadas    | 26 de agosto     |
| El Porvenir         | 0 - 0 | Villa Dálmine          | Enrique De Roberts   | 26 de agosto     |
| J.J. Urquiza        | 1 - 5 | Dock Sud               | Kelsey y Bonifacini  | 26 de agosto     |
| Central Argentino   | 1 - 1 | Sportivo Italiano      | Central Argentino    | 26 de agosto     |
| Sarmiento de Junín  | 1 - 2 | Argentino de Rosario   | Eva Perón            | 27 de agosto     |
| Flandria            | 1 - 0 | Colegiales             | Carlos V             | 27 de agosto     |
| Central Córdoba (R) | 1 - 0 | Fénix                  | Gabino Sosa          | 20 de septiembre |

| Argentino de Quilmes   | 0 - 0 | Sportivo Italiano   | Argentino de Quilmes          | 2 de septiembre |
| Fénix                  | 3 - 0 | Central Argentino   | El Viaducto                   | 2 de septiembre |
| Dock Sud               | 1 - 1 | Central Córdoba (R) | De Los Inmigrantes            | 2 de septiembre |
| Villa Dálmine          | 2 - 1 | J.J. Urquiza        | El Coliseo de Mitre y Puccini | 2 de septiembre |
| Colegiales             | 1 - 0 | El Porvenir         | Malaver y Posadas             | 2 de septiembre |
| Deportivo Riestra      | 1 - 0 | Acassuso            | Olavarría y Luna              | 2 de septiembre |
| Argentino de Rosario   | 1 - 1 | Defensores Unidos   | José Martín Olaeta            | 2 de septiembre |
| Defensores de Belgrano | 2 - 1 | Sarmiento de Junín  | Juan Pasquale                 | 2 de septiembre |
| Ferrocarril Midland    | 1 - 1 | Brown de Adrogué    | Ciudad de Libertad            | 2 de septiembre |
| Leandro N. Alem        | 0 - 1 | Flandria            | Leandro N. Alem               | 3 de septiembre |

| Brown de Adrogué    | 2 - 1 | Argentino de Quilmes   | Brown de Adrogué     | 23 de septiembre |
| Defensores Unidos   | 1 - 2 | Defensores de Belgrano | Gigante de Villa Fox | 23 de septiembre |
| Acassuso            | 0 - 1 | Argentino de Rosario   | Malaver y Posadas    | 23 de septiembre |
| El Porvenir         | 3 - 3 | Leandro N. Alem        | Enrique De Roberts   | 23 de septiembre |
| J.J. Urquiza        | 0 - 1 | Colegiales             | Kelsey y Bonifacini  | 23 de septiembre |
| Central Córdoba (R) | 1 - 1 | Villa Dálmine          | Gabino Sosa          | 23 de septiembre |
| Central Argentino   | 1 - 2 | Dock Sud               | Central Argentino    | 23 de septiembre |
| Sportivo Italiano   | 2 - 1 | Fénix                  | Tres de Febrero      | 23 de septiembre |
| Sarmiento de Junín  | 5 - 1 | Ferrocarril Midland    | Eva Perón            | 23 de septiembre |
| Flandria            | 2 - 0 | Deportivo Riestra      | Carlos V             | 24 de septiembre |

| Argentino de Quilmes   | 2 - 5 | Fénix               | Argentino de Quilmes          | 30 de septiembre |
| Dock Sud               | 0 - 0 | Sportivo Italiano   | De Los Inmigrantes            | 30 de septiembre |
| Villa Dálmine          | 2 - 0 | Central Argentino   | El Coliseo de Mitre y Puccini | 30 de septiembre |
| Colegiales             | 0 - 2 | Central Córdoba (R) | Malaver y Posadas             | 30 de septiembre |
| Deportivo Riestra      | 1 - 1 | El Porvenir         | Olavarría y Luna              | 30 de septiembre |
| Argentino de Rosario   | 1 - 1 | Flandria            | José Martín Olaeta            | 30 de septiembre |
| Defensores de Belgrano | 2 - 1 | Acassuso            | Juan Pasquale                 | 30 de septiembre |
| Ferrocarril Midland    | 2 - 0 | Defensores Unidos   | Ciudad de Libertad            | 30 de septiembre |
| Brown de Adrogué       | 1 - 1 | Sarmiento de Junín  | Brown de Adrogué              | 30 de septiembre |
| Leandro N. Alem        | 1 - 1 | J.J. Urquiza        | Leandro N. Alem               | 1 de octubre     |

| Defensores Unidos   | 0 - 1 | Brown de Adrogué       | Gigante de Villa Fox | 7 de octubre |
| Acassuso            | 2 - 1 | Ferrocarril Midland    | Malaver y Posadas    | 7 de octubre |
| El Porvenir         | 1 - 0 | Argentino de Rosario   | Enrique De Roberts   | 7 de octubre |
| J.J. Urquiza        | 2 - 2 | Deportivo Riestra      | Brown de Adrogué     | 7 de octubre |
| Central Córdoba (R) | 3 - 1 | Leandro N. Alem        | Gabino Sosa          | 7 de octubre |
| Central Argentino   | 4 - 2 | Colegiales             | Central Argentino    | 7 de octubre |
| Sportivo Italiano   | 2 - 1 | Villa Dálmine          | Tres de Febrero      | 7 de octubre |
| Fénix               | 1 - 1 | Dock Sud               | El Viaducto          | 7 de octubre |
| Sarmiento de Junín  | 3 - 0 | Argentino de Quilmes   | Eva Perón            | 8 de octubre |
| Flandria            | 0 - 0 | Defensores de Belgrano | Carlos V             | 8 de octubre |

| Argentino de Quilmes   | 3 - 2 | Dock Sud            | Argentino de Quilmes          | 14 de octubre |
| Villa Dálmine          | 1 - 0 | Fénix               | El Coliseo de Mitre y Puccini | 14 de octubre |
| Colegiales             | 1 - 4 | Sportivo Italiano   | Malaver y Posadas             | 14 de octubre |
| Deportivo Riestra      | 0 - 4 | Central Córdoba (R) | Olavarría y Luna              | 14 de octubre |
| Argentino de Rosario   | 3 - 2 | J.J. Urquiza        | José Martín Olaeta            | 14 de octubre |
| Defensores de Belgrano | 1 - 0 | El Porvenir         | Juan Pasquale                 | 14 de octubre |
| Ferrocarril Midland    | 1 - 4 | Flandria            | Ciudad de Libertad            | 14 de octubre |
| Brown de Adrogué       | 2 - 1 | Acassuso            | Brown de Adrogué              | 14 de octubre |
| Leandro N. Alem        | 0 - 2 | Central Argentino   | Leandro N. Alem               | 15 de octubre |
| Sarmiento de Junín     | 4 - 0 | Defensores Unidos   | Eva Perón                     | 15 de octubre |

| Defensores Unidos   | 2 - 3 | Argentino de Quilmes   | El Coliseo de Mitre y Puccini | 21 de octubre |
| Acassuso            | 2 - 3 | Sarmiento de Junín     | Malaver y Posadas             | 21 de octubre |
| El Porvenir         | 1 - 2 | Ferrocarril Midland    | Enrique De Roberts            | 21 de octubre |
| J.J. Urquiza        | 0 - 4 | Defensores de Belgrano | Brown de Adrogué              | 21 de octubre |
| Central Córdoba (R) | 2 - 0 | Argentino de Rosario   | Gabino Sosa                   | 21 de octubre |
| Central Argentino   | 2 - 0 | Deportivo Riestra      | Central Argentino             | 21 de octubre |
| Sportivo Italiano   | 2 - 0 | Leandro N. Alem        | Estudiantes (BA)              | 21 de octubre |
| Fénix               | 1 - 0 | Colegiales             | El Viaducto                   | 21 de octubre |
| Dock Sud            | 4 - 2 | Villa Dálmine          | De Los Inmigrantes            | 21 de octubre |
| Flandria            | 0 - 0 | Brown de Adrogué       | Carlos V                      | 22 de octubre |

| Argentino de Quilmes   | 0 - 2 | Villa Dálmine       | Argentino de Quilmes          | 28 de octubre |
| Colegiales             | 1 - 3 | Dock Sud            | Central Argentino             | 28 de octubre |
| Deportivo Riestra      | 0 - 2 | Sportivo Italiano   | Enrique De Roberts            | 28 de octubre |
| Argentino de Rosario   | 3 - 1 | Central Argentino   | José Martín Olaeta            | 28 de octubre |
| Defensores de Belgrano | 4 - 1 | Central Córdoba (R) | Juan Pasquale                 | 28 de octubre |
| Ferrocarril Midland    | 2 - 0 | J.J. Urquiza        | Ciudad de Libertad            | 28 de octubre |
| Brown de Adrogué       | 4 - 1 | El Porvenir         | Brown de Adrogué              | 28 de octubre |
| Defensores Unidos      | 1 - 1 | Acassuso            | El Coliseo de Mitre y Puccini | 28 de octubre |
| Leandro N. Alem        | 1 - 0 | Fénix               | Leandro N. Alem               | 29 de octubre |
| Sarmiento de Junín     | 0 - 0 | Flandria            | Eva Perón                     | 29 de octubre |

| Acassuso            | 3 - 2  | Argentino de Quilmes   | Juan Pasquale                 | 1 de noviembre |
| Flandria            | 4 - 1  | Defensores Unidos      | Carlos V                      | 1 de noviembre |
| El Porvenir         | 1 - 1  | Sarmiento de Junín     | Enrique De Roberts            | 1 de noviembre |
| J.J. Urquiza        | 1 - 10 | Brown de Adrogué       | Estudiantes (BA)              | 1 de noviembre |
| Central Córdoba (R) | 1 - 0  | Ferrocarril Midland    | Gabino Sosa                   | 1 de noviembre |
| Central Argentino   | 0 - 2  | Defensores de Belgrano | Central Argentino             | 1 de noviembre |
| Sportivo Italiano   | 2 - 0  | Argentino de Rosario   | Tres de Febrero               | 1 de noviembre |
| Fénix               | 2 - 2  | Deportivo Riestra      | El Viaducto                   | 1 de noviembre |
| Dock Sud            | 2 - 0  | Leandro N. Alem        | De Los Inmigrantes            | 1 de noviembre |
| Villa Dálmine       | 3 - 3  | Colegiales             | El Coliseo de Mitre y Puccini | 1 de noviembre |

| Argentino de Quilmes   | 2 - 4 | Colegiales          | Argentino de Quilmes          | 4 de noviembre |
| Deportivo Riestra      | 1 - 3 | Dock Sud            | Olavarría y Luna              | 4 de noviembre |
| Argentino de Rosario   | 2 - 1 | Fénix               | José Martín Olaeta            | 4 de noviembre |
| Defensores de Belgrano | 2 - 1 | Sportivo Italiano   | Juan Pasquale                 | 4 de noviembre |
| Ferrocarril Midland    | 3 - 2 | Central Argentino   | Ciudad de Libertad            | 4 de noviembre |
| Brown de Adrogué       | 3 - 0 | Central Córdoba (R) | Brown de Adrogué              | 4 de noviembre |
| Defensores Unidos      | 4 - 1 | El Porvenir         | El Coliseo de Mitre y Puccini | 4 de noviembre |
| Acassuso               | 2 - 3 | Flandria            | Malaver y Posadas             | 4 de noviembre |
| Leandro N. Alem        | 1 - 3 | Villa Dálmine       | Leandro N. Alem               | 5 de noviembre |
| Sarmiento de Junín     | 3 - 0 | J.J. Urquiza        | Eva Perón                     | 5 de noviembre |

| Flandria            | 3 - 0 | Argentino de Quilmes   | Carlos V                      | 11 de noviembre |
| El Porvenir         | 5 - 2 | Acassuso               | Enrique De Roberts            | 11 de noviembre |
| J.J. Urquiza        | 7 - 1 | Defensores Unidos      | Brown de Adrogué              | 11 de noviembre |
| Central Córdoba (R) | 1 - 3 | Sarmiento de Junín     | Gabino Sosa                   | 11 de noviembre |
| Central Argentino   | 0 - 6 | Brown de Adrogué       | Central Argentino             | 11 de noviembre |
| Sportivo Italiano   | 1 - 0 | Ferrocarril Midland    | Tres de Febrero               | 11 de noviembre |
| Fénix               | 0 - 0 | Defensores de Belgrano | El Viaducto                   | 11 de noviembre |
| Dock Sud            | 1 - 1 | Argentino de Rosario   | De Los Inmigrantes            | 11 de noviembre |
| Villa Dálmine       | 3 - 0 | Deportivo Riestra      | El Coliseo de Mitre y Puccini | 11 de noviembre |
| Colegiales          | 3 - 2 | Leandro N. Alem        | Malaver y Posadas             | 11 de noviembre |

| Argentino de Quilmes   | 2 - 2 | Leandro N. Alem     | Argentino de Quilmes          | 18 de noviembre |
| Deportivo Riestra      | 2 - 0 | Colegiales          | Olavarría y Luna              | 18 de noviembre |
| Argentino de Rosario   | 1 - 0 | Villa Dálmine       | José Martín Olaeta            | 18 de noviembre |
| Defensores de Belgrano | 3 - 1 | Dock Sud            | Juan Pasquale                 | 18 de noviembre |
| Ferrocarril Midland    | 0 - 0 | Fénix               | Ciudad de Libertad            | 18 de noviembre |
| Brown de Adrogué       | 2 - 0 | Sportivo Italiano   | Brown de Adrogué              | 18 de noviembre |
| Sarmiento de Junín     | 3 - 0 | Central Argentino   | Eva Perón                     | 18 de noviembre |
| Defensores Unidos      | 0 - 3 | Central Córdoba (R) | El Coliseo de Mitre y Puccini | 18 de noviembre |
| Flandria               | 4 - 1 | El Porvenir         | Carlos V                      | 19 de noviembre |
| Acassuso               | 1 - 1 | J.J. Urquiza        | Malaver y Posadas             | 29 de noviembre |

| El Porvenir         | 2 - 0 | Argentino de Quilmes   | Enrique De Roberts            | 25 de noviembre |
| J.J. Urquiza        | 2 - 3 | Flandria               | Brown de Adrogué              | 25 de noviembre |
| Central Córdoba (R) | 5 - 0 | Acassuso               | Gabino Sosa                   | 25 de noviembre |
| Central Argentino   | 2 - 1 | Defensores Unidos      | Central Argentino             | 25 de noviembre |
| Sportivo Italiano   | 0 - 2 | Sarmiento de Junín     | Tres de Febrero               | 25 de noviembre |
| Fénix               | 0 - 4 | Brown de Adrogué       | El Viaducto                   | 25 de noviembre |
| Dock Sud            | 5 - 0 | Ferrocarril Midland    | De Los Inmigrantes            | 25 de noviembre |
| Villa Dálmine       | 2 - 1 | Defensores de Belgrano | El Coliseo de Mitre y Puccini | 25 de noviembre |
| Colegiales          | 2 - 3 | Argentino de Rosario   | Malaver y Posadas             | 25 de noviembre |
| Leandro N. Alem     | 2 - 1 | Deportivo Riestra      | Leandro N. Alem               | 26 de noviembre |

| Argentino de Quilmes   | 1 - 0 | Deportivo Riestra   | Argentino de Quilmes          | 2 de diciembre |
| Argentino de Rosario   | 0 - 0 | Leandro N. Alem     | José Martín Olaeta            | 2 de diciembre |
| Defensores de Belgrano | 5 - 0 | Colegiales          | Juan Pasquale                 | 2 de diciembre |
| Ferrocarril Midland    | 1 - 2 | Villa Dálmine       | Ciudad de Libertad            | 2 de diciembre |
| Brown de Adrogué       | 0 - 1 | Dock Sud            | Brown de Adrogué              | 2 de diciembre |
| Sarmiento de Junín     | 3 - 1 | Fénix               | Eva Perón                     | 2 de diciembre |
| Defensores Unidos      | 2 - 4 | Sportivo Italiano   | El Coliseo de Mitre y Puccini | 2 de diciembre |
| Acassuso               | 3 - 1 | Central Argentino   | Malaver y Posadas             | 2 de diciembre |
| Flandria               | 1 - 0 | Central Córdoba (R) | Carlos V                      | 2 de diciembre |
| El Porvenir            | 3 - 1 | J.J. Urquiza        | Enrique De Roberts            | 2 de diciembre |

| J.J. Urquiza        | 3 - 3 | Argentino de Quilmes   | Brown de Adrogué              | 9 de diciembre |
| Central Córdoba (R) | 4 - 0 | El Porvenir            | Gabino Sosa                   | 9 de diciembre |
| Central Argentino   | 0 - 1 | Flandria               | Central Argentino             | 9 de diciembre |
| Sportivo Italiano   | 5 - 0 | Acassuso               | Tres de Febrero               | 9 de diciembre |
| Fénix               | 3 - 1 | Defensores Unidos      | El Viaducto                   | 9 de diciembre |
| Dock Sud            | 0 - 0 | Sarmiento de Junín     | De Los Inmigrantes            | 9 de diciembre |
| Villa Dálmine       | 5 - 2 | Brown de Adrogué       | El Coliseo de Mitre y Puccini | 9 de diciembre |
| Colegiales          | 2 - 1 | Ferrocarril Midland    | Malaver y Posadas             | 9 de diciembre |
| Leandro N. Alem     | 1 - 3 | Defensores de Belgrano | Leandro N. Alem               | 9 de diciembre |
| Deportivo Riestra   | 2 - 2 | Argentino de Rosario   | Olavarría y Luna              | 9 de diciembre |

## Goleadores[8]
| Pos. | Jugador              | Jugador                  | Goles | Equipo                 |
| ---- | -------------------- | ------------------------ | ----- | ---------------------- |
| 1    | Bandera de Argentina | Enrique Massei           | 25    | Sportivo Italiano      |
| 2    | Bandera de Argentina | Albino Pascual Valentini | 22    | Defensores de Belgrano |
| 3    | Bandera de Argentina | Ramón Alberto Ramírez    | 21    | Argentino de Quilmes   |
| 4    | Bandera de Argentina | Oscar Fachetti           | 20    | Villa Dálmine          |
| 4    | Bandera de Argentina | Juan Carlos Nocella      | 20    | Flandria               |
| 5    | Bandera de Argentina | Antonio Lobos            | 19    | Brown de Adrogué       |